# Kasagattapura, Bangalore North
Kasagattapura là một làng thuộc tehsil Bangalore North, huyện Bangalore Urban, bang Karnataka, Ấn Độ.